# Joachim Keller
Joachim Keller (* 28. Oktober 1967) ist ein ehemaliger deutscher Fußballspieler.
Der aus Mannheim stammende Keller spielte mit dem Karlsruher SC in der Saison 1986/87 in der 2. Bundesliga. Er war hinter Rainer Schütterle und Arno Glesius Stürmer Nummer drei im Team von Trainer Winfried Schäfer. Mit vier Treffen in 27 Saisoneinsätzen trug er zum Erreichen des zweiten Platzes in der Abschlusstabelle bei. Der KSC stieg in die Bundesliga auf. Im anschließenden Jahr absolvierte Keller verletzungsbedingt nur vier Einsätze, er wurde jeweils eingewechselt. Nach zwei schweren Knieverletzungen spielte er noch für ECAC Chaumont, Fort Lauderdale, Rot-Weiss Essen den SV Sandhausen und VfR Mannheim im Amateurbereich.